# Майк Генн
Майк Генн (англ. Mike Hann; нар. 24 серпня 1937) — колишній британський тенісист.
Здобув 12 одиночних титулів.
Найвищим досягненням на турнірах Великого шолома було 4 коло в парному та змішаному парному розрядах.
Завершив кар'єру 1968 року.

## Титули на юніорських турнірах Великого шлему

### Одиночний розряд: 1
| Результат | Рік  | Турнір               | Покриття | Суперник          | Рахунок   |
| --------- | ---- | -------------------- | -------- | ----------------- | --------- |
| Перемога  | 1955 | Вімблдонський турнір | Трава    | Ян-Ерік Лундквіст | 6–0, 11–9 |